# Tropidocephala atrata
Tropidocephala atrata är en insektsart som först beskrevs av William Lucas Distant 1906.  Tropidocephala atrata ingår i släktet Tropidocephala och familjen sporrstritar. Inga underarter finns listade i Catalogue of Life.